# Derek B. Miller

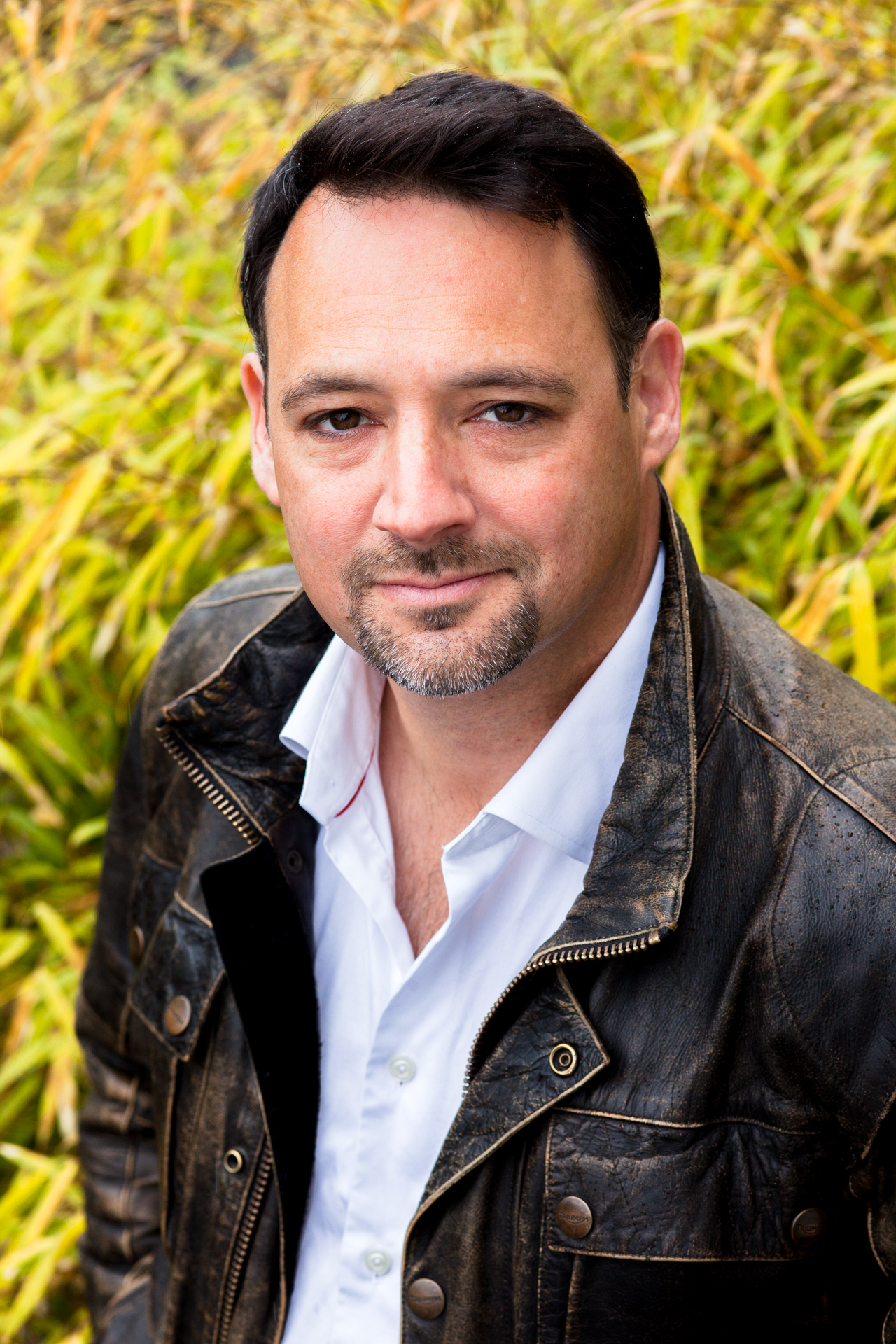
Derek B. Miller

Derek B. Miller (* 1970 in Boston, Vereinigte Staaten) ist ein amerikanischer Politikwissenschaftler und Schriftsteller.

## Biografisches
Nach Aufenthalten in Ungarn, Israel, England und der Schweiz lebt Miller seit längerem in Norwegen. Nach seiner Promotion an der Universität Genf wurde er Fachmann für Sicherheitstechnik und arbeitet für verschiedene Gremien der UNO, wie dem United Nations Institute for Disarmament Research. Miller ist Leiter des Forschungsinstituts The Policy Lab.
2010 veröffentlichte er seinen ersten Roman, Norwegian By Night, der zuerst in Norwegen erschien und seitdem in zahlreiche Sprachen übersetzt wurde. In Deutschland erschien er 2013 unter dem Titel Ein seltsamer Ort zum Sterben.
Derek B. Miller lebt und arbeitet in Oslo.

## Rezeption
Derek B. Miller ist ein stilsicherer Autor, der auch komplexe Konstruktionen souverän aufbaut, und so sein Debüt zu einem literarischen Ereignis und zu einem spannenden Thriller gleichermaßen macht.

## Werke
- Ein seltsamer Ort zum Sterben, Hamburg, 2013, ISBN 978-3-499-23086-8.
- Sigrid Ødegårds Reise nach Amerika, Reinbek 2018, übersetzt von Jan Schönherr, ISBN 978-3499274282.
- How to Find Your Way in the Dark. Doubleday, London 2022, ISBN 978-0-85752-751-6.